# Bahnstrecke Askim–Solbergfoss
| Solbergfoss 1920 |                      |                                                        |                                                        |
| Umgebungskarte von Askim, 1914 |                      |                                                        |                                                        |
| Streckenlänge: | 7,9 km               |                                                        |                                                        |
| Spurweite: | 1435 mm (Normalspur) |                                                        |                                                        |
| |                      |                                                        |                                                        |
| \| \| 7,90 \| Solbergfoss kraftverk (59,64° N, 11,15° O) \| Solbergfoss kraftverk (59,64° N, 11,15° O) \| \| \| \| Oppegaard \| \| \| \| 6,00 \| Tømt \| Tømt \| \| \| 4,20 \| Skaarud bru \| Skaarud bru \| \| \| 3,40 \| Onstad \| Onstad \| \| \| 2,17 \| Kolstad bru über Kolstadbekken und Kolstadveien (33 m) \| Kolstad bru über Kolstadbekken und Kolstadveien (33 m) \| \| \| \| Indre Østfoldbanen von Ski \| \| \| \| \| Kykkelsrudsbanen \| \| \| \| \| \| \| \| \| 0,00 \| Askim \| Askim \| \| \| \| \| \| \| \| \| Vammabanen \| \| \| \| \| Østfoldbanen nach Mysen \| \| |                      |                                                        |                                                        |
| Kopfbahnhof Streckenanfang (Strecke außer Betrieb) | 7,90                 | Solbergfoss kraftverk (59,64° N, 11,15° O)             | Solbergfoss kraftverk (59,64° N, 11,15° O)             |
| Haltepunkt / Haltestelle (Strecke außer Betrieb) |                      | Oppegaard                                              | Oppegaard                                              |
| Haltepunkt / Haltestelle (Strecke außer Betrieb) | 6,00                 | Tømt                                                   | Tømt                                                   |
| Brücke (Strecke außer Betrieb) | 4,20                 | Skaarud bru                                            | Skaarud bru                                            |
| Haltepunkt / Haltestelle (Strecke außer Betrieb) | 3,40                 | Onstad                                                 | Onstad                                                 |
| Brücke (Strecke außer Betrieb) | 2,17                 | Kolstad bru über Kolstadbekken und Kolstadveien (33 m) | Kolstad bru über Kolstadbekken und Kolstadveien (33 m) |
| Strecke · Strecke (außer Betrieb) |                      | Indre Østfoldbanen von Ski                             | Indre Østfoldbanen von Ski                             |
| Abzweig geradeaus und ehemals von rechts · Strecke (außer Betrieb) |                      | Kykkelsrudsbanen                                       | Kykkelsrudsbanen                                       |
| Strecke nach links · Abzweig ehemals geradeaus und von rechts |                      |                                                        |                                                        |
| Bahnhof | 0,00                 | Askim                                                  | Askim                                                  |
| Strecke von links (außer Betrieb) · Abzweig geradeaus und ehemals nach rechts |                      |                                                        |                                                        |
| Strecke (außer Betrieb) · Strecke |                      | Vammabanen                                             | Vammabanen                                             |
| Strecke |                      | Østfoldbanen nach Mysen                                | Østfoldbanen nach Mysen                                |

Die Bahnstrecke Askim–Solbergfoss (norwegisch: Solbergfossbanen) war eine 7,9 Kilometer lange Nebenstrecke der Indre Østfoldbanen in Østfold in Norwegen. Sie führte von Askim zum Kraftwerk Solbergfoss.

## Geschichte
Die Strecke wurde von der Stadt Christiania gebaut und 1917 fertiggestellt. Sie wurde gebaut, um Baumaterial für den Bau des Kraftwerkes Solbergfoss zu transportieren, das von 1913 bis 1924 errichtet wurde. Die Strecke wurde für den Güterverkehr in der Bauzeit und danach bis 1937 genutzt. Der Personenverkehr wurde in Eigenregie 1920 aufgenommen und bis zur Einstellung der Strecke 1964 aufrechterhalten. Ab 1928 fuhren Schienenbusse.

## Fahrzeuge
| Name  | Bauart            | Achsfolge | Hersteller                            | Fabr.-Nr./ Baujahr | Besonderes |
| ----- | ----------------- | --------- | ------------------------------------- | ------------------ | --- |
| Gamla | Benzin-Triebwagen | 1 A       | AB Hässleholms Werkstader, Hässleholm | 1928               | vom Norsk Jernbaneklubb übernommen, ab 1990 bei Krøderbanen im Einsatz, 2013 abgestellt in Ski. |
| Padda | Benzin-Triebwagen | 1 A       | Skabo jernbanevognfabrik, Skabo       | 1938               | nach Plänen von Hilding Carlssons Mekaniska Verkstad gebaut, vom Norsk Jernbaneklubb übernommen, wegen Motorschaden 1971 beim Transport nach Krøderen in Drammen mehrere Jahre dort im Freien abgestellt, ab Mitte der 1980er Jahre bei Krøderbanen im Einsatz, 2013 abgestellt in Mysen. |

## Heutige Verwendung
Der Bahndamm wurde abgeräumt und ist zum Großteil heute ein Wander- und Radweg. Die Drehscheibe in Askim ist noch teilweise erhalten. Zwei Schienenbusse mit den Namen Gamla und Padda werden vom Norsk Jernbaneklubb betreut.